# Rudolf Smend (ur. 1932)
Rudolf Smend (ur. 17 października 1932 w Berlinie) – niemiecki teolog ewangelicki, badacz Starego Testamentu.

## Życiorys
Jest synem Rudolfa Smenda (1882–1975) eksperta prawa państwowego i kościelnego i wnukiem Rudolfa Smenda (1851–1913), znawcy Starego Testamentu. W 1969 ożenił się z Dagmarą Erlbruch.
W latach 1951–1958 studiował teologię na uniwersytetach w Tybindze, Getyndze i Bazylei. Po otrzymaniu tytułu doktora w 1958 na Uniwersytecie Bazylejskim habilitował się w 1962 w Bonn u Martina Notha. Od 1963 pracował jako profesor w Evangelische Hochschule Berlin. W 1965 był profesorem zwyczajnym w Münsterze, a od 1971 został profesorem w dziedzinie Starego Testamentu na getyńskiej uczelni. W latach 1979–2001 pełnił funkcję przewodniczącego komisji instytutu Göttinger Septuaginta-Unternehmen. Podobnie jak jego ojciec Rudolf Smend był przewodniczącym Akademii Nauk w Getyndze w latach 1996–1998. W latach 1986–1992 był wiceprzewodniczącym Niemieckiej Wspólnoty Badawczej (Deutsche Forschungsgemeinschaft).

## Wyróżnienia
- 1989: Alfried-Krupp-Wissenschaftspreis
- Honorowy członek Society for Old Testament Study
- Korespondencyjny członek Akademii Brytyjskiej
- Korespondencyjny członek Norweskiej Akademii Nauk i Literatury
- Korespondencyjny członek Fińskiej Akademii Nauk i Literatury
- 2001: Medal Burkitta (przyznawany przez Akademię Brytyjską)[1]

## Publikacje (wybór)
- Die Mitte des Alten Testaments, Mohr Siebeck Verlag, Tübingen 2002, ISBN 3-16-147716-2
- Altes Testament christlich gepredigt, 1. Auflage, Vandenhoeck & Ruprecht 2000, ISBN 3-525-59350-3
- Die Entstehung des Alten Testaments, 2., durchges. u. erg. Aufl., Stuttgart 1981, ISBN 3-17-007240-4